# ICarly
『iCarly』（アイ・カーリー）は、ダン・シュナイダーが制作し、2007年から2012年までニコロデオンで放送されたアメリカのティーン向けシットコム。ミランダ・コスグローヴ、ジェネット・マッカーディ、ネイサン・クレス、ジェリー・トレイナー、ノア・マンクが出演している。
エミー賞の優秀子供番組賞に5回ノミネートされた。批評家からは賛否両論の評価を受けたが、視聴者からは人気を博した。2010年1月に放送されたエピソード「iSaved Your Life」は1,120万人の視聴者を獲得し、ニコロデオン史上2番目に多くの視聴者を獲得したテレキャストとなった。2021年には、Paramaunt+にてコスグローブ、クレス、トレイナーが復帰するリバイバルシリーズが配信された。

## 概要
番組は2007年9月8日から2012年11月23日にかけて7シーズン109話が放送された。シーズン1はTV-Y7（7歳以上が対象）の評価だったが、シーズン2以降はTV-G（全年齢対象）の評価を受けた。シーズン4制作の際、主演のコスグローヴは7桁に及ぶ契約金にサインした。情報誌『TVガイド』の記事によると、彼女には1話につき180,000ドルの出演料が支払われており、これは子役では2番目の高さである。
番組はニコロデオン・オン・サンセットで撮影されていたが、第6・最終シーズンはKTLAスタジオで収録された。
2013年6月8日から2014年7月17日まで、スピンオフ作品の『サム&キャット』が放送された。本作のサムと『ビクトリアス』のキャット（アリアナ・グランデ）を主人公としており、サム以外の本作キャラクターが再登場するエピソードもある。

### 日本での放送
2009年11月からMTVジャパンで字幕版が放送された（シーズン2で終了）。
2010年11月16日からNHK教育テレビ（Eテレ）で、毎週火曜19時25分から19時50分の枠で、吹き替え版の放送が開始された。本放送は、2012年10月3日にシーズン5（第94話）までで一旦終了した。2011年10月8日からは、教育テレビで毎週土曜18時25分から18時50分の枠で、再放送が開始された。再放送は、2013年8月24日に終了し、同年8月31日より、同時間帯でシーズン6（第95話）から本放送が再開され、同年12月7日に終了した。4週間のセレクション放送（第48、56、57、71話）の後、2014年1月11日より、第1話から再放送が開始され、2016年2月13日に終了した。
教育テレビでの放送の際、NHKでは放送開始から約半年間、視聴者からの投稿動画を募集していた。2011年3月29日に第19話の本放送の際、主演のミランダ・コスグローヴから東日本大震災の被災者に向けた震災見舞いのメッセージが放送された。
2018年10月1日から第1シーズン（全25回）が、毎週月曜19時25分から19時50分の枠で再放送された。
ニコロデオンでは、同月27日から毎週土曜・日曜14時20分と22時40分に日本語字幕版で放送している。

## あらすじ
ある日、シアトルに住むティーンエージャーのカーリーが、サムとフレディと一緒に学芸会のオーディションを実施していた。ところが、そのオーディションの最中にフレディが遊び半分で撮影したカーリーとサムの会話のシーンがインターネット上に流出してしまう。しかし、その流出映像が好評だったため、カーリーたちはその好評に答えるようにインターネット番組「iCarly.com」をスタートした。その後、「iCarly」はどんどん人気になり、カーリーたちは有名人となってしまう。

## 登場人物

### メインキャラクター
カーリー・シェイ (Carly Shay)
演 - ミランダ・コスグローヴ、日本語吹替 - 水樹奈々
本名は「カルロッタ・ブルック・シェイ(Carlotta Brooke Shay)」。作中でフルネームが登場することはない。
「iCarly」のプロデューサー兼MC。両親は海外に赴任中（父はアメリカ空軍の軍人のスティーブン・シェイ大佐。ただし第5話では、「父は海軍で潜水艦に乗っている」とカーリー自身が話していた。母について多くは語られていない。）で兄・スペンサーとアメリカ・ワシントン州シアトルのマンション「ブッシュウェル・プラザ (Bushwell Plaza)」で2人暮らし。
スペンサーが作ったカフェイン抜きのコーヒーにハマっており、恐竜の形のサプリメントを飲んでいる。家庭教師をつけていて、勉強は理系が苦手。また、絵を描くことも苦手である。
アレルギー体質。閉所恐怖症で、狭い部屋に長時間居続けると錯乱してしまう。第82話以降ベッドで就寝の際に睡眠時無呼吸症候群用の呼吸補助マスク(CPAP)を着けて寝ている（「いびきの治療」と話していた）。
恋多きティーンであり、何人もの男と交際したが、いずれも長続きはしなかった。また、交際相手の一人スティーブ・カーソンは別の女子と二股かけていた（もう一人の相手は『ビクトリアス』のトリー・ベガであった）。初期のころから、向かいの部屋に住むフレディから片思いをされてうんざりしていたが、車に轢かれそうになったところを助けられた際、一時的にフレディに恋愛感情を抱いたことがある。
最終回で、父親と一緒にイタリアへと旅立った。
サム・パケット (Sam Puckett)
演 - ジェネット・マッカーディ、日本語吹替 - 小林沙苗
本名は「サマンサ・パケット(Samantha Puckett)」。
カーリーの親友で「iCarly」のアシスタント。自由奔放で、少々口が悪く暴力的かつ無謀である。イタリア語を話せる。
食欲旺盛で、特に肉類が大好物。他にも冷えた辛い唐辛子などを好むといったように、食べ物に異常なこだわりがある。また、学校のロッカーの中には肉を焼くグリルや、スープの入った圧力鍋などが入っていることがある。他人の食べ物を盗ったり、カナダから帰る際に禁輸商品である「ファットケーキ」を持ち帰ろうとして税関に連れ出されたりするなど、食べ物に関するトラブルも多い。
食べ物以外のトラブルも多く、カーリーとフレディから多額の借金をしていたり、ラグビーボールをハワード先生（デイヴィッド・セントジェームズ/声：後藤哲夫）の顔面にぶつけて負傷させたり、成績のデータを改ざんしたり、アルバイト先で暴れたり、小学生に強制労働をさせる等の問題を起こしている。また、警察に補導されたことがある。
学校嫌いであり、学校内でトラブルを起こしてフランクリン校長に呼び出されることはざらである。過去に停学処分も受けている。
性格が正反対のメラニーという双子の姉妹がいる。元々母親パムとの関係がよくなかったが、カーリーの仲裁によって仲直りしている。父親と従兄弟は刑務所で服役している。
昔は美少女コンテストによく出場していたが、毎回準優勝だった。いつも優勝していたリアン・カーターが階段でコケた際、サムが突き落としたと勘違いされ、7年間出場禁止になった。しかし、ビアン・カーターの100回連続優勝を阻止するためカーリーをコンテストに出場させようとした際に出場禁止から7年半が経過したことを知ったために急遽出場し（結局カーリーは出場しなかった）、見事優勝した。
当初、フレディとは仲が悪かったが次第に仲が良くなり、交際に発展したこともある。また、前までキスは未経験で、フレディと済ませるだけとして、ファーストキスをしたことがある。
バターを詰めた靴下「バターヌンチャク」をよく振り回している。神経掴みをギビーに対して使っている。
最終回で、スペンサーから大型バイクをもらい、カーリーが旅立った直後にそのバイクで一人旅に出た。その旅の途中、立ち寄ったロサンゼルスでキャット・バレンタイン（アリアナ・グランデ）と出会い、ルームメイトとなって二人でベビーシッターのビジネスを展開している（以降は『サム&キャット』へと続く）。
フレディ・ベンソン (Freddie Benson)
演 - ネイサン・クレス、日本語吹替 - 福圓美里（〜第25話）→手塚祐介（第26話〜）
本名は「フレッドワード・ベンソン(Fredward Benson)」。
「iCarly」のカメラマン兼テクニカルプロデューサー。「iCarly」の名付け親。
カーリーと同じマンションの住人で、カーリーの向かいの部屋に住んでいる。過保護で口うるさい母マリッサと2人暮らし。
コンピューター関係(マルチメディア)に非常に詳しいが、詳しすぎるゆえに説明が相手に理解されないことが多々ある。サムから「オタク」と揶揄されている。
カーリーに思いを寄せているが、カーリーは友達としか思っていない。しかし、車に轢かれそうになったカーリーを助けて事故に遭い、大けがを負った際、カーリーから恋愛感情を抱かれたことがある。その後はシーズンを重ねるごとに「カーリーに思いを寄せている」という画写は少なくなっている（最終回でカーリーにキスされた際にガッツポーズをとった）。
サムとは当初犬猿の仲だったが、その後は一時交際に発展するほど関係が深化している（カーリーともキスシーンはあったが、デートは果たされていない）。
サムがいたずらをしたり、あるいはカーリーとサムが揉め事をした際に、とばっちりを食らうことがある。
母マリッサと共々フェンシングを得意としている。また、過去にバレエを習っていたことが明らかにされている。
実は左耳は聞こえていない。消火栓に頭をぶつけて耳から出血したときに聞こえなくなったことを明かしている（日本語版では台詞はなく、第82話の原語音声で言及されている）。
スペンサー・シェイ (Spencer Shay)
演 - ジェリー・トレイナー、日本語吹替 - 阪口周平
カーリーの兄で、カーリーの保護者代わりである。第1話では26歳の設定。
妹思いの一面もある。変人といえるほどの変わり者（しかし、カーリー以外は基本的に全員変わり者である）で、大のナルシスト。電気で光る靴下をはいてたりする。
ギビーの母シャーロット（演：ディーナ・ディル/声：玉川砂記子）も含め交友のある女性が多いものの、真剣な交際に発展したエピソードは皆無である。
エキセントリックなアーティスト。家を仕事場とギャラリーに変え、自分で製作した全く意味不明な彫刻を展示し、展覧会によく出展している。世界記録を集めた本「ジョナスブック」の「世界一可動パーツ数の多い彫刻」部門の記録保持者である。シーズンを追うごとに仕事の依頼が減少し、カーリー、サム、フレディから仕事を探すように言われることが多くなった。アーティストになる前はロー・スクールに通っていたが、短期間でやめている。
自分で改造したり、修理したものがよく原因不明の発火を起こし、18回もの火事を起こして度々消防の世話になっている。カーリーの部屋を全焼させた他、消防署でも小火を起こしている。
ハロウィンのカボチャごと車に轢かれたり、倉庫に閉じ込められたり、チャックからイタズラの被害に遭うなど、なぜか子供がらみの災難に遭いやすい。
パックラット（パックマンのパロディ）の世界記録保持者である。その後もゲームに固執し高得点を出して子供達の声援を得る場面がある反面、子供っぽい言動から同級生達の中では浮いてしまう描写もある。
ネヴェルの名前を聞くと、「パッパーマン！？」と返す。
運転免許を持っており、バイクや自動車を運転することがある。
テレビ好きであり、好きな番組は『水中のセレブ』と『フルハウス』である。アメフトファンで、実際にプレーすることも好む。
タコスにスパゲッティを挟んだ「スパゲッティタコス」を得意料理としており、「iCarly」で紹介したところ反響が大きかった。
ギビー・ギブソン (Gibby Gibson)
演 - ノア・マンク、日本語吹替 - くまいもとこ（〜第79話、第91〜93話）→林勇（第80〜90話、第94話〜）
本名は「オレンサル・コーネリアス・ヘイス・ギブソン(Orenthal Cornelius Hayes Gibson)」。
カーリーたちの親友。かつてはサムにいじめられることが多かった。ガッピー（Guppy）（イーサン・マンク/声：くまいもとこ）という弟がいる。
よく上着を脱いで、自慢の太鼓腹を見せていた。シーズン4以降はそうした行為が少なくなっているが、自分の名前を掛け声にすることが多くなった。天然ボケの傾向があり、シーズンを追うごとに強まっている。勉強嫌いである。
「そっくりヘッド」と呼んで気に入り肌身離さなかった頭部のレプリカをラスベガスの質屋で盗まれた所持金の穴埋めに泣く泣く売却（日本人観光客によって1万ドルで買い取られた）し、最終回で新調している。
シーズン1ではシャノン（声：たなか久美）に片想いしていたが、シーズン3でターシャ（エミリー・ラタコウスキー/声：ちふゆ）と交際していた。
シーズン4からメインキャラクターに昇格した。

### サブキャラクター
マリッサ・ベンソン (Marissa Benson)
演 - メアリー・シェアー、日本語吹替 - 勝生真沙子
フレディの母親。厄介な一面があるが、男勝り。清潔好きであり、避難訓練も好きである。フェンシングが得意で、フレディの対戦相手を始め3人程度を一人でめったうちにしたほど。
異常なほど過保護で、日本に行く話でフレディに数十本の予防接種をさせたり、鋏など先端の鋭利なものをフレディに使わせないといった行為に及んでいる。さらには幼少期だったフレディにGPSの発信機を埋め込んでおり、主に非常事態の際にフレディの現在位置を確認している。
メインキャラクター以外では唯一、全シーズンで登場しており、登場回数は最も多い。
ティーボー (T-Bo)
演 - ブーギー、日本語吹替 - 加瀬康之
本名は「テレンス・ジェター・ボー(Terrence Jeter Bo)」。「テレンス」と呼ばれるのを嫌う。
スムージーの店「グルーヴィー・スムージー」の店員。カーリーたちはこの店の常連。店で寝泊まりしていることが発覚して保健所から警告を受けたため、フレディの部屋に住み込んでいる。
サイドメニュー（ピクルス、タコス等）を串刺しにして売り歩いている。
シーズン2から登場している。

### その他のキャラクター
ルーバート (Lewbert)
演 - ジェレミー・ローリー、日本語吹替 - 岩崎ひろし
「ブッシュウェル・プラザ」の管理人。マンションの管理人になる前はファッションモデルをやっていた。
マンションの住人（マリッサを除く）に対して悪態をとる。「ポッチ」と呼ばれるホクロ（実際には作り物で、本人曰く元恋人のマルタが原因。）をいつも手入れしている。
「ルーバートをいじくっちゃえ」のコーナーでいつもひどい目に合っていて、バスケットの誤爆により大けがを負わされ、入院した経験を持つ。
ブリッグズ先生 (Ms. Briggs)
演 - ミンディ・スターリング、日本語吹替 - 滝沢ロコ
本名は「フランシーヌ・ブリッグズ(Francine Briggs)」。
カーリーたちの通う学校の教師で、スペンサーが通っていた頃からいる教師の一人。生徒に対して悪態をとるため、「悪魔」といわれている。
ランディ・ジャクソンの大ファンで、自宅に彼のグッズを大量に保管している。バグパイプを趣味としている。柑橘類が嫌いである。
フランクリン校長 (Principal Franklin)
演 - ティム・ラス、日本語吹替 - 楠大典
本名は「テッド・フランクリン(Ted Franklin)」。時折サムからもファーストネームで呼ばれることがある。
カーリーたちの学校の校長先生。問題児のサムを呼び出すことが多いが、サムも含めて生徒と親しく、気軽に接している。
カーリーから誕生日プレゼントとして高出力の電子レンジをもらったことがある。
毎回自分の娘と一緒に見るというほど「iCarly」が大好きで番組に出演したこともあるが、それが原因で校長を解任された。しかし、カーリーたちの計らいにより校長の職に復帰することになった。
ネヴェル・パッパーマン (Nevel Papperman)
演 - リード・アレクサンダー、日本語吹替 - 半場友恵→石田彰
本名は「ネヴェル・アマデウス・パッパーマン(Nevel Amadeus Papperman)」。
ウェブサイト「Nevelocity.com（ネヴェロシティ）」を立ち上げてる子供（カーリーたちより年下）。
カーリーにキスしようとして断られたことへの逆恨みから、「iCarly」をあらゆる手段で潰そうとしていた。母親を最も恐れているため、「iCarly」を潰そうとする時は大抵母親がいないときであった。
小さい子を怒鳴って泣かせているところを撮影され、顰蹙を買ったことがきっかけで、カーリーたちと一旦は和解した。しかしその後、老人を怒鳴りつけているところを大勢の人に見られて再び顰蹙を買い、その時にカーリーたちが助けてくれなかったと主張して、再びカーリーたちを攻撃する。
シェルビー・マークス (Shelby Marx)
演 - ヴィクトリア・ジャスティス、日本語吹替 - 小笠原亜里沙
第46及び47話で登場する格闘家。格闘技CFCの女性部門で最強。
「iCarly」でカーリーが冗談のつもりでシェルビーを馬鹿にしている動画を誰かが勝手に編集し、その動画が流され、それを見てカーリーに試合を申し込む。動画を見て怒ってるわけではなく、「シェルビーをもっと有名にしたい」というマネージャーの思惑でお遊びのつもりとカーリーを安心させたが、記者会見の時にサムのはったりトークのせいで誤解し、更に一緒に来ていた祖母を押し倒された（実際は偶然の出来事だった）事で怒り、本気でカーリーを倒そうとする。その後、カーリーが謝罪に行った事で誤解は解けたが、ネヴェルがシェルビーにカーリーを痛めつけさせるためにカーリーがわざとシェルビーの祖母を押し倒そうとしていた相談をしている風に記者会見の動画に細工し、再びシェルビーはカーリーへの怒りを燃やす。そして、カーリーと対決（エキシビジョンマッチ）するがカーリーが必死にシェルビーの足にしがみついて攻撃出来なくさせそのまま引き分け、その後、ネヴェルに騙されたと気付き、カーリーやサムと共にネヴェルに制裁を加えた。その後、カーリーたちとは親友になった。
チャック (Chuck Chambers)
演 - ライアン・オチョア、日本語吹替 - 行成とあ
カーリーたちと同じマンションに住む子供。ロビーで遊んでスペンサーに注意されたことを根に持っており、それ以降度々スペンサーを攻撃する。親にお仕置きされると腹いせにいたずらをする癖がある。シーズン6で軍の施設に送られるが、弟のチップ（声：行成とあ）が仇を取るべくスペンサーを攻撃する。
ソックオー (Socko)
スペンサーの親しい友人。口頭でしか登場していないため、人物像や声などは分からない。スペンサーの相談相手で、いろいろな仕事をしている友人や従兄弟がいる。ちなみにその友人や従兄弟はたびたび顔を出す。
ノーラ・ダーシュレット (Nora Dershlit)
演 - ダニエル・モロー、日本語吹替 - よのひかり
シーズン3（第68・69話）とシーズン5（第86・87話）で登場する16歳の少女。ニワトリのモリースを飼っている。
自分の誕生日パーティにカーリーたちを招待し、監禁してしまう。カーリーたちを助けに来たギビーと戦った末、最後はサムに急所を押され気絶し、刑務所に入れられる。その後カーリーたちにより釈放されるが、今度はスペンサーを人質にして、誕生日パーティの日の恨みを晴らすために家族全員がカーリーたちを監禁する。
フレッド・フィグルホーン (Fred Figglehorn)
演 -ルーカス・クルックシャンク 、日本語吹替 - ???
このシリーズにはキャラクターがゲスト出演します。彼は FRED という YouTube チャンネルで知られていました。彼の映画とテレビ番組.フレッド: ザ・ムービー. フレッド 2: ナイト・オブ・ザ・リビング・フレッド. フレッド 3: キャンプ・フレッド. フレッド：ザ・ショー.

### ゲスト出演者
- 『ビクトリアス』出演者（第91～93話、配役はリンク先を参照。単独出演者は以下の通り）[注 7]
  - レオン・トーマス3世（第19話、ハーパー役）
  - ヴィクトリア・ジャスティス（第46・47話、シェルビー・マークス役）
  - ダニエラ・モネ（第68話、ニッキー役）
  - マット・ベネット（第97話、ロビー・シャピロ役）
- オースティン・バトラー（第2話、ジェイク・クランドル役)
- プレイン・ホワイト・ティーズ（第15話、本人役）
- ディラン・マクラフリン（第15・39・40・41話、ベンジー役）
- ハリー・シャム・ジュニア（第26～28話、ユウキ役）
- デイヴィッド・アーチュレッタ（第38話、本人役）
- ドリュー・ロイ（第40・41・67話、グリフィン役）
- ダニー・ウッドバーン(第56話、天使のミッチー役)
- ドレイク・ベル（第70話、ドレイク・パーカー役）
- ジェーン・リンチ（第72話、パム・パケット役。吹き替えは野沢由香里[注 8]）
- アーロン・アグリア（第72話、シャドーハンマー役）
- ジャック・ブラック（第75・76話、ウェビコンの参加者として。吹き替えは内田直哉）
- ミシェル・オバマ（第88話、本人役。吹き替えは小山茉美）
- ワン・ダイレクション（第95話、本人役）
- ティナ・フェイ （第104話、本人役。吹き替えは斎藤恵理）
- ジミー・ファロン（第104～105話、本人役。吹き替えは平田広明）
- エマ・ストーン（第106話、ヘザー役。吹き替えは小松由佳）
- ダン・シュナイダー[注 9]（第108話、ミカリート役。吹き替えは茶風林）

## iCarly.com
メインとなる作中のウェブ番組で、カーリーとサムが進行役、フレディは撮影・大道具等を、ギビーがアシストやスタントを担当している。番組のコンセプトは「おもしろければ何でもOK」。
スタジオはマンションの9階にある（ちなみに、カーリーの部屋のリビングは8階）。そのスタジオには主に信号機やフォード・マスタングをモチーフとした彫刻があり、マスタングの彫刻の上にはモニターが現れる。なお、このモニターは初期はスタンダードサイズ(4:3)だったが、シーズン2でビスタサイズ(16:9)に変更されている。
主なコーナーとしては、カーリーたちのショートコント、投稿動画の紹介、ランダム・ダンシング、「ルーバートをいじくっちゃえ」等がある。この他にも、スイカを破裂させたりサンドイッチを腐らせたりする等、食べ物を粗末にするようなコーナーもある。本番中に不都合が生じると、緊急用のビデオを放送する。その多くは食べ物で遊んでいる映像であるが、カーリーとサムが新体操をしている映像が使われるなどの例外もある。
初期の頃からクロマキー合成を導入していて、合成を用いてコントを行うこともある。合成のテストはブリッグズ先生が出演していた時に行った（ミスマッチな合成が好評でアクセス数が回復した）。
テレビ放映するという話が持ち上がったが、プロデューサーと番組側の折り合いがつかず、破談となった。
熱狂的なファンもかなり抱えており、特にマンディ（声:矢島晶子）はオンエア中に乱入して番組を台無しにすることがあった（なお、マンディはカーリーたちの学校に転校している）。また、ファンの中にはフレディとカーリーが交際することを望む派閥と、フレディとサムが交際することを望む派閥が存在している（派閥は前者が「クレディ (Creddie)」、後者が「セディ (Seddie)」と呼ばれている）。
最終回で番組は無期限の休止に入った。

### 主要コーナー
ショートコント
放送中に実演するコントは主にサムが学校で「D」の評価をもらうような内容のものが多いが、コントの多くはVTRを放送する。実演する場合はクロマキーを使うこともある。架空の映画（『ケリー・クーパー』等）の予告編を作ったりもする。
口ひげカウボーイ
サムがメインのカウボーイを演じ、カーリーは“おバカな女の子”という設定である。おバカな女の子が、口ひげをリスだと言い張ったり、ニワトリをスポーツカーだと言い張ったりするというものである。サムが出演できなかったときはスペンサーがカウボーイを演じた。
お涙ちょうだい物語
実際にはこのタイトルのように「お涙ちょうだい」とはいかないコント。『パフリーとピータという子供がいるイギリス人の最低の父親』とも称しており、サムがパフリーを、フレディがピータを演じ、加えてギビーが（スペシャルゲストとして）その2人の父親役を演じるものである。
投稿動画の紹介
このウェブ番組を視聴している（作中の）ファンから届いたビデオを紹介している。なお、第36話で動画を投稿したルーカスは実在の人物で、そのビデオに登場する「フレッド (FRED)」はルーカスが生み出したキャラクターであり、彼が実際に演じている。
ランダム・ダンシング
BGMを流して、好きなように踊るコーナーである。特にジャクソン・コルトやシェルビー・マークス、ミシェル・オバマなどの大物ゲストを呼んだ際に多くやっている。
ルーバートをいじくっちゃえ
マンションの管理人ルーバートに大胆ないたずらを仕掛けるコーナー。先述の通りルーバートに大けがを負わせる騒動を起こしている。ロビーと管理室に定点カメラを設置している。
ベイビー・スペンサー
スペンサーが赤ん坊に扮するコーナー。得体の知れない物をかけられたり口に詰められたりするなど散々な目に遭っている。
思わずブー
カーリーが水を飲んでいる間にサムがとんでもないことを話すコーナー。（つまり、「吹き出す」のではない。）

## エピソード一覧

### シーズン1
| 話数 | 邦題                 | 原題                     | 初回放送（NHK） | 初回放送（NHK） | 米国放送日 | 米国放送日 | 米国放送日 | 制作コード |
| 話数 | 邦題                 | 原題                     | 年              | 月日            | 年         | 月日       | 順番       | 制作コード |
| ---- | -------------------- | ------------------------ | --------------- | --------------- | ---------- | ---------- | ---------- | ---------- |
| 1    | ネットアイドル誕生   | iPilot                   | 2010年          | 11月16日        | 2007年     | 09月08日   | 1          | 101        |
| 2    | イケメンに恋して     | iLike Jake               | 2010年          | 11月23日        | 2007年     | 09月22日   | 4          | 102        |
| 3    | 視聴者をゲットしよう | iWant More Viewer        | 2010年          | 11月30日        | 2007年     | 09月08日   | 2          | 103        |
| 4    | 有名サイトに注意！   | iNevel                   | 2010年          | 12月07日        | 2007年     | 10月06日   | 6          | 104        |
| 5    | スペンサーがいいの   | iWanna Stay With Spencer | 2010年          | 12月14日        | 2007年     | 09月29日   | 5          | 105        |
| 6    | ブリッグズ先生の秘密 | iSpy a Mean Teacher      | 2010年          | 12月21日        | 2007年     | 11月03日   | 8          | 106        |
| 7    | めざせ！世界記録     | iWant a World Record     | 2010年          | 12月28日        | 2007年     | 11月17日   | 10         | 107        |
| 8    | サムの友情           | iWill to Date Freddie    | 2011年          | 01月04日        | 2007年     | 11月10日   | 9          | 108        |
| 9    | お兄ちゃんは芸術家   | iHeart Art               | 2011年          | 01月11日        | 2008年     | 02月02日   | 14         | 109        |
| 10   | 世界で一番のファン   | iAm Your Biggest Fan     | 2011年          | 01月18日        | 2008年     | 01月19日   | 13         | 110        |
| 11   | 6羽のヒヨコ          | iHatch Chicks            | 2011年          | 01月25日        | 2008年     | 02月23日   | 16         | 111        |
| 12   | 親友?記念日          | iDon't Want To Fight     | 2011年          | 02月01日        | 2008年     | 03月01日   | 17         | 112        |
| 13   | 夢のダンス           | iDream of Dance          | 2011年          | 02月08日        | 2007年     | 09月16日   | 3          | 113        |
| 14   | 実況“ハロウィーン”   | iScream on Halloween     | 2011年          | 02月15日        | 2007年     | 10月20日   | 7          | 114        |
| 15   | ハッカーを許すな!    | iRue the Day             | 2011年          | 02月22日        | 2007年     | 12月01日   | 11         | 115        |
| 16   | 教室から特別番組!    | iGot Detention           | 2011年          | 03月01日        | 2008年     | 03月22日   | 19         | 116        |
| 17   | 初めてのネットCM     | iPromote Tech-Foots      | 2011年          | 03月08日        | 2008年     | 03月15日   | 18         | 117        |
| 18   | 成績表はオールA      | iPromise Not to Tell     | 2011年          | 03月22日        | 2008年     | 01月12日   | 12         | 118        |
| 19   | 自由がイチバン       | iCarly Saves TV          | 2011年          | 03月29日        | 2008年     | 06月13日   | 23         | 119        |
| 20   | サムとジョナ         | iHate Sam's Boyfriend    | 2011年          | 4月5日          | 2008年     | 02月23日   | 15         | 120        |
| 21   | 海賊版DVDって?       | iStakeout                | 2011年          | 4月12日         | 2008年     | 04月05日   | 20         | 121        |
| 22   | 夢のリッチ学園       | iMight Switch Schools    | 2011年          | 4月19日         | 2008年     | 04月26日   | 21         | 122        |
| 23   | 負けるなフレディ     | iFence                   | 2011年          | 4月26日         | 2008年     | 05月10日   | 22         | 123        |
| 24   | デート大作戦         | iWin a Date              | 2011年          | 5月3日          | 2008年     | 07月25日   | 24         | 124        |
| 25   | ワガママ先生の授業   | iHave a Lovesick Teacher | 2011年          | 5月10日         | 2008年     | 07月25日   | 25         | 125        |

### シーズン2
| 話数 | 邦題                   | 原題                   | 初回放送（NHK） | 初回放送（NHK） | 米国放送日 | 米国放送日 | 米国放送日 | 制作コード | 備考      |
| 話数 | 邦題                   | 原題                   | 年              | 月日            | 年         | 月日       | 順番       | 制作コード | 備考      |
| ---- | ---------------------- | ---------------------- | --------------- | --------------- | ---------- | ---------- | ---------- | ---------- | --------- |
| 26   | 日本へGO!              | iGo to Japan           | 2011年          | 5月17日         | 2008年     | 11月08日   | 5          | 201        |           |
| 27   | 日本へGO!              | iGo to Japan           | 2011年          | 5月24日         | 2008年     | 11月08日   | 5          | 202        |           |
| 28   | 日本へGO!              | iGo to Japan           | 2011年          | 5月31日         | 2008年     | 11月08日   | 5          | 203        |           |
| 29   | サムだって女の子       | iSaw Him First         | 2011年          | 6月7日          | 2008年     | 09月27日   | 1          | 204        |           |
| 30   | スペンサーの大記録     | iStage An Intervention | 2011年          | 6月14日         | 2008年     | 10月04日   | 2          | 205        |           |
| 31   | サムがアルバイト!      | iOwe You               | 2011年          | 6月21日         | 2008年     | 10月11日   | 3          | 206        |           |
| 32   | 失敗!紙ふぶき爆弾      | iHurt Lewbert          | 2011年          | 6月28日         | 2008年     | 10月18日   | 4          | 207        |           |
| 33   | 朝からパイに夢中       | iPie                   | 2011年          | 7月5日          | 2008年     | 11月15日   | 6          | 208        |           |
| 56   | 最高のクリスマスツリー | iChristmas             | 2011年          | 12月20日        | 2008年     | 12月13日   | 7          | 209        | [ 注 11 ] |
| 34   | へこむな!フレディ      | iKiss                  | 2011年          | 7月12日         | 2009年     | 01月03日   | 8          | 210        |           |
| 35   | ウェブ番組に法律?      | iGive Away a Car       | 2011年          | 07月19日        | 2009年     | 01月17日   | 9          | 211        |           |
| 36   | “フレッド”の世界       | iMeet Fred             | 2011年          | 07月26日        | 2009年     | 02月16日   | 11         | 212        |           |
| 37   | 史上最強のゲスト       | iLook Alike            | 2011年          | 8月9日          | 2009年     | 03月07日   | 12         | 213        |           |
| 38   | アイドルの素顔は?      | iRocked the Vote       | 2011年          | 8月16日         | 2009年     | 02月07日   | 10         | 215        |           |
| 39   | サムがイメチェン?      | iMake Sam Girler       | 2011年          | 8月23日         | 2009年     | 04月11日   | 14         | 216        |           |
| 40   | ホンキ?恋する14歳      | iDate a Bad Boy        | 2011年          | 8月30日         | 2009年     | 05月09日   | 16         | 217        |           |
| 41   | ホンキ?恋する14歳      | iDate a Bad Boy        | 2011年          | 9月6日          | 2009年     | 05月09日   | 16         | 225        |           |
| 42   | もう1人の“親友”        | iReunite with Missy    | 2011年          | 9月13日         | 2009年     | 05月16日   | 17         | 218        |           |
| 43   | サイトを取り返せ!      | iWant My Website Back  | 2011年          | 9月20日         | 2009年     | 03月21日   | 13         | 219        |           |
| 44   | 夢のロッカー239        | iMust Have Rocker 239  | 2011年          | 9月27日         | 2009年     | 06月27日   | 19         | 220        |           |
| 45   | 地球にやさしいこと?    | iGo Green              | 2011年          | 10月4日         | 2009年     | 04月22日   | 15         | 214        | [ 注 12 ] |
| 46   | ファイト!カーリー      | iFight Shelby Marx     | 2011年          | 10月11日        | 2009年     | 08月08日   | 21         | 221        |           |
| 47   | ファイト!カーリー      | iFight Shelby Marx     | 2011年          | 10月18日        | 2009年     | 08月08日   | 21         | 222        |           |
| 48   | サムとメラニー         | iTwins                 | 2011年          | 10月25日        | 2009年     | 07月11日   | 20         | 224        |           |
| 49   | アイデアを盗むな!      | iTake on Dingo         | 2011年          | 11月1日         | 2009年     | 06月13日   | 18         | 226        |           |

### シーズン3
| 話数 | 邦題               | 原題                      | 初回放送（NHK） | 初回放送（NHK） | 米国放送日 | 米国放送日 | 米国放送日 | 制作コード |
| 話数 | 邦題               | 原題                      | 年              | 月日            | 年         | 月日       | 順番       | 制作コード |
| ---- | ------------------ | ------------------------- | --------------- | --------------- | ---------- | ---------- | ---------- | ---------- |
| 50   | アイ・カーリー賞!  | iCarly Awards             | 2011年          | 11月8日         | 2009年     | 10月03日   | 4          | 223        |
| 51   | 親友の“秘密”       | iThink They Kissed        | 2011年          | 11月15日        | 2009年     | 09月12日   | 1          | 227        |
| 52   | 初めての料理番組   | iCook                     | 2011年          | 11月22日        | 2009年     | 09月19日   | 2          | 228        |
| 53   | 私たちの校長先生   | iHave My Principals       | 2011年          | 11月29日        | 2009年     | 10月17日   | 5          | 229        |
| 54   | 好きな子とダンス?  | iSpeed Date               | 2011年          | 12月6日         | 2009年     | 09月26日   | 3          | 230        |
| 55   | ポップスターの素顔 | iFix a Pop Star           | 2011年          | 12月13日        | 2010年     | 03月19日   | 13         | 231        |
| 57   | 彼は“ベーコン”?    | iSaved Your Life          | 2011年          | 12月27日        | 2010年     | 01月18日   | 9          | 232        |
| 58   | サヨナラ!親友      | iQuit iCarly              | 2012年          | 1月10日         | 2009年     | 12月05日   | 8          | 233        |
| 59   | サヨナラ!親友      | iQuit iCarly              | 2012年          | 1月17日         | 2009年     | 12月05日   | 8          | 234        |
| 60   | ギビーとフレディ   | iEnrage Gibby             | 2012年          | 1月24日         | 2010年     | 02月05日   | 11         | 235        |
| 61   | ルーバート物語     | iFind Lewbert's Lost Love | 2012年          | 1月31日         | 2009年     | 11月14日   | 6          | 236        |
| 62   | “美少女”サム       | iWas a Pageant Girl       | 2012年          | 2月7日          | 2010年     | 01月29日   | 10         | 237        |
| 63   | パパ 番組を見て    | iWon't Cancel the Show    | 2012年          | 2月14日         | 2010年     | 05月01日   | 15         | 238        |
| 64   | 宇宙からLIVE       | iSpace Out                | 2012年          | 2月21日         | 2010年     | 03月05日   | 12         | 239        |
| 65   | 伝説のビッグフット | iBelieve in Bigfoot       | 2012年          | 2月28日         | 2010年     | 05月08日   | 16         | 240        |
| 66   | 男の子!フレディ    | iMove Out                 | 2012年          | 3月6日          | 2009年     | 11月28日   | 7          | 241        |
| 67   | ユートピア・シティ | iBeat the Heat            | 2012年          | 3月13日         | 2010年     | 06月26日   | 18         | 242        |
| 68   | 16歳のノーラ       | iPsycho                   | 2012年          | 03月20日        | 2010年     | 06月04日   | 17         | 243        |
| 69   | 16歳のノーラ       | iPsycho                   | 2012年          | 03月27日        | 2010年     | 06月04日   | 17         | 244        |
| 70   | NGがいっぱい!      | iBloop                    | 2012年          | 04月04日        | 2010年     | 04月17日   | 14         | 245        |

### シーズン4
| 話数 | 邦題                       | 原題                   | 初回放送（NHK） | 初回放送（NHK） | 米国放送日 | 米国放送日 | 米国放送日 | 制作コード | 備考                |
| 話数 | 邦題                       | 原題                   | 年              | 月日            | 年         | 月日       | 順番       | 制作コード | 備考                |
| ---- | -------------------------- | ---------------------- | --------------- | --------------- | ---------- | ---------- | ---------- | ---------- | ------------------- |
| 71   | カーリーの誕生日!          | iGot A Hot Room        | 2012年          | 04月11日        | 2010年     | 07月30日   | 1          | 301        |                     |
| 72   | サムのママって?            | iSam's Mom             | 2012年          | 04月18日        | 2010年     | 09月11日   | 2          | 305        |                     |
| 73   | やめて!スペンサー          | iGet Pranky            | 2012年          | 4月25日         | 2010年     | 09月25日   | 3          | 304        |                     |
| 74   | Tシャツを売ろう!           | iSell Penny Tees       | 2012年          | 5月2日          | 2010年     | 10月02日   | 4          | 303        |                     |
| 75   | ファンがバトル?            | iStart a Fan War       | 2012年          | 5月9日          | 2010年     | 11月19日   | 6          | 308        |                     |
| 76   | ファンがバトル?            | iStart a Fan War       | 2012年          | 5月16日         | 2010年     | 11月19日   | 6          | 309        |                     |
| 77   | イケメンのスタッフ         | iHire an Idiot         | 2012年          | 5月23日         | 2011年     | 02月12日   | 7          | 307        |                     |
| 78   | ビックリ結婚式             | iDo                    | 2012年          | 5月30日         | 2010年     | 10月11日   | 5          | 302        |                     |
| 79   | ホントに反省した?          | iPity The Nevel        | 2012年          | 6月6日          | 2011年     | 03月19日   | 8          | 306        |                     |
| 91   | ロサンゼルスのパーティーへ | iParty with Victorious | 2012年          | 9月12日         | 2011年     | 06月11日   | 10         | 311        | [ 注 13 ] [ 注 14 ] |
| 92   | ロサンゼルスのパーティーへ | iParty with Victorious | 2012年          | 9月19日         | 2011年     | 06月11日   | 10         | 312        | [ 注 13 ] [ 注 14 ] |
| 93   | ロサンゼルスのパーティーへ | iParty with Victorious | 2012年          | 9月26日         | 2011年     | 06月11日   | 10         | 313        | [ 注 13 ] [ 注 14 ] |
| 80   | 900回キライ                | iOMG                   | 2012年          | 6月13日         | 2010年     | 04月09日   | 9          | 310        |                     |

### シーズン5
| 話数 | 邦題               | 原題                        | 初回放送（NHK） | 初回放送（NHK） | 米国放送日 | 米国放送日 | 米国放送日 | 制作コード |
| 話数 | 邦題               | 原題                        | 年              | 月日            | 年         | 月日       | 順番       | 制作コード |
| ---- | ------------------ | --------------------------- | --------------- | --------------- | ---------- | ---------- | ---------- | ---------- |
| 81   | キライ、でも、好き | iLost My Mind               | 2012年          | 6月20日         | 2011年     | 08月13日   | 1          | 402        |
| 82   | 3人でデート?!      | iDate Sam & Freddie         | 2012年          | 6月27日         | 2011年     | 09月10日   | 2          | 401        |
| 83   | サムって悪い子?    | iCan't Take It              | 2012年          | 7月4日          | 2011年     | 09月17日   | 3          | 403        |
| 84   | サムとフレディは   | iLove You                   | 2012年          | 7月11日         | 2011年     | 09月24日   | 4          | 404        |
| 85   | 嘘はダメ           | iQ                          | 2012年          | 7月18日         | 2011年     | 10月01日   | 5          | 405        |
| 86   | ノーラとの15時間   | iStill Psycho               | 2012年          | 7月25日         | 2011年     | 12月31日   | 7          | 407        |
| 87   | ノーラとの15時間   | iStill Psycho               | 2012年          | 8月8日          | 2011年     | 12月31日   | 7          | 408        |
| 88   | ファーストレディ!  | iMeet The First Lady        | 2012年          | 8月15日         | 2012年     | 01月16日   | 9          | 406        |
| 89   | フレディの大失敗?  | iBalls                      | 2012年          | 8月29日         | 2012年     | 01月07日   | 8          | 410        |
| 90   | 人生サイアク!の日  | iToe Fat Cakes              | 2012年          | 9月5日          | 2012年     | 01月21日   | 10         | 409        |
| 94   | ショーアップNG集   | iBloop 2:Electric Bloopaloo | 2012年          | 10月03日        | 2011年     | 12月28日   | 6          | 411        |

### シーズン6
| 話数 | 邦題               | 原題               | 初回放送（NHK） | 初回放送（NHK） | 米国放送日 | 米国放送日 | 米国放送日 | 制作コード | 備考      |
| 話数 | 邦題               | 原題               | 年              | 月日            | 年         | 月日       | 順番       | 制作コード | 備考      |
| ---- | ------------------ | ------------------ | --------------- | --------------- | ---------- | ---------- | ---------- | ---------- | --------- |
| 95   | 1Dがゲスト!        | iGo One Direction  | 2013年          | 08月31日        | 2012年     | 04月07日   | 2          | 501        |           |
| 96   | 秘密のレストラン   | iOpen A Restaurant | 2013年          | 09月07日        | 2012年     | 04月21日   | 3          | 502        |           |
| 97   | 今日はウソの日!?   | iApril Fools       | 2013年          | 9月14日         | 2012年     | 03月24日   | 1          | 503        | [ 注 15 ] |
| 98   | がんばるフレディ   | iPear Store        | 2013年          | 9月21日         | 2012年     | 05月12日   | 5          | 504        |           |
| 99   | ハロウィーンやるぞ | iHalfoween         | 2013年          | 9月28日         | 2012年     | 04月28日   | 4          | 505        |           |
| 100  | 小悪魔チップ       | iBattle Chip       | 2013年          | 10月5日         | 2012年     | 06月09日   | 6          | 506        |           |

### シーズン7
| 話数 | 邦題                  | 原題                   | 初回放送（NHK） | 初回放送（NHK） | 米国放送日 | 米国放送日 | 米国放送日 | 制作コード | 備考      |
| 話数 | 邦題                  | 原題                   | 年              | 月日            | 年         | 月日       | 順番       | 制作コード | 備考      |
| ---- | --------------------- | ---------------------- | --------------- | --------------- | ---------- | ---------- | ---------- | ---------- | --------- |
| 101  | バンドはモテモテ?     | iGet Banned            | 2013年          | 10月12日        | 2012年     | 10月13日   | 2          | 507        |           |
| 102  | サムのママを救え!     | iLost My Head In Vegas | 2013年          | 10月18日        | 2012年     | 11月03日   | 5          | 508        | [ 注 15 ] |
| 103  | カーリーが大ピンチ    | iRescue Carly          | 2013年          | 10月26日        | 2012年     | 10月27日   | 4          | 509        |           |
| 104  | ニューヨークへ進出だ! | iShock America         | 2013年          | 11月2日         | 2012年     | 10月06日   | 1          | 510        |           |
| 105  | ニューヨークへ進出だ! | iShock America         | 2013年          | 11月9日         | 2012年     | 10月06日   | 1          | 511        |           |
| 106  | おトモダチ大作戦      | iFind Spencer Friends  | 2013年          | 11月15日        | 2012年     | 10月20日   | 3          | 512        |           |
| 107  | パソコンを捜せ!       | iBust A Thief          | 2013年          | 11月23日        | 2012年     | 11月10日   | 6          | 513        |           |
| 108  | さよならカーリー      | iGoodbye               | 2013年          | 11月30日        | 2012年     | 11月23日   | 7          | 514        |           |
| 109  | さよならカーリー      | iGoodbye               | 2013年          | 12月07日        | 2012年     | 11月23日   | 7          | 515        | 最終回    |

## クロスオーバー
本作の第91～93話は、『ビクトリアス』とのクロスオーバー・エピソードである。なお、『ビクトリアス』登場人物の一部の吹き替えキャストが本編と異なっている。
エイプリル・フール＝4月1日をテーマにした第97話はアメリカでは『ビクトリアス』のエイプリル・フール・エピソード(Eテレ版第43回)と同じ2012年3月24日に放送された。本作では『ビクトリアス』のトリーの家にカーリーたちがワープし、ギビーがレックスと一緒にいるロビーになりロビー役の本人が登場した。一方、『ビクトリアス』ではギビーの頭部レプリカを持ったスペンサーがトリーと挨拶をした。
『ビクトリアス』以外の作品とのクロスオーバーは、第75～77話にて『Zoey 101』のキャラクター、ステイシー・ディルセンが登場している。また、第104～105話はNBCの『レイト・ナイト・ウィズ・ジミー・ファロン』とのクロスオーバーであった。

## 主題歌
テーマ曲は「リーヴ・イット・オール・トゥ・ミー」で、バックハウス・マイクの作詞・作曲、主演のコスグローヴと『ドレイク&ジョシュ』で共演したドレイク・ベルによる歌唱である。コスグローヴのデビュー曲でもある。
2007年12月18日にシングル化（デジタル・ダウンロードのみ）され、サウンドトラックアルバムに収録されている。サントラがリリースされていない日本では、コスグローヴのアルバム『スパークス・フライ』（ジャパン・エディション）にボーナストラックとして収録されている。
オープニングバージョンは1分ほどであるが、シングルバージョンは約2分40秒である。ミュージックビデオも制作されており、歌唱しているコスグローヴとベルに加えてマッカーディ、クレス、トレイナーも出演している。
第93話では、『ビクトリアス』の主題歌「メイク・イット・シャイン」とのマッシュアップ曲「リーヴ・イット・オール・トゥ・シャイン(Leave It All to Shine)」が登場する。この曲は『ビクトリアス:サウンドトラック』に収録されている。

## その他
- 作中には洋梨マークをはじめとするパロディが多く登場する傾向がある。洋梨マークはAppleのリンゴマークのパロディで、ノートパソコン「ピアブック」（MacBookのパロディ）をはじめ、「ピアポッド」（iPodのパロディ）、「ピアフォン」（iPhoneのパロディ）、「ピアパッド」（iPadのパロディ）等のパロディ商品が登場する。同じくニコロデオンで放送された『Zoey 101（英語版）』、『ビクトリアス』、『サム&キャット』等にもこれと同様のパロディが登場する。『ビクトリアス』と共通の架空の家電／楽器メーカーとして他に「YATSABISHI」（三菱電機のパロディ）がある。
- 日本車が登場するエピソードがあり、作中ではレクサス・RX、サイオン・xB(トヨタ)、日産・ムラーノ、三菱・パジェロが確認できる。
- 第63話ではサムが一度も登場しないが、これは、マッカーディが収録期間中に入院していたためである。また、このエピソードの脚本はあらかじめ撮影スタッフが考えていたもので、マッカーディが急遽撮影を欠席した時のためのものである。
- 第57話は、アメリカ合衆国での視聴者数が1238万人にのぼり[5]、ニコロデオンの放送作品としては史上最高記録となった[6]。また、この第57話は約7分拡大したバージョンが存在する（日本未公開）[6]。

## 関連商品
2014年7月9日に、シーズン1の日本版DVDが発売された。NHKエンタープライズが発行し、キングレコードが販売する。収録順位は教育テレビでの放送順位（＝制作順）に基づく。